# 追男仔
《追男仔》是一套1993年的香港及台灣合拍電影，由王晶執導及編劇。於1993年8月12日上映。本片以滑稽幽默的方式講述女追男的故事，有純情處男愛上醫生；善良女社工愛上古惑仔；住家男妓愛上猛烈女警。總共三對情侶集結成一整個故事。王晶導演繼續傳承港產片的特色，整套電影添加大量笑位，結合男女相戀的浪漫情節。票房收益港幣11,860,869元 。

## 演員表
| 演員           | 角色             | 後期粵語配音 |
| -------------- | ---------------- | ------------ |
| 林青霞         | 程小東           | 黃玉娟       |
| 張曼玉         | 程小南           | 沈小蘭       |
| 邱淑貞         | 程小西           | 何錦華       |
| 林志穎         | 程小北           | 羅君左       |
| 梁家輝         | 謝晒             |              |
| 張學友         | 烏英             |              |
| 鄭伊健         | 李志高           | 陳欣         |
| 吳耀漢         | 程勝             |              |
| 胡楓           | 七叔             |              |
| 吳君如         | 痴心             |              |
| 羅蘭           | 烏英母           | 不詳         |
| 白茵           | 志高母           | 黃鳳英       |
| 成奎安         | 冚家祥           | 陳永信       |
| 黃一飛         | 林慶龍           | 李智良       |
| 梁克遜（客串） | 警司             | 陳永信       |
| 苑瓊丹（客串） | 謝晒客人         |              |
| 盧惠光         | 山狗             | 不詳         |
| 盧雄           | 黑社會運動會裁判 | 周志輝       |

## 故事大綱
程勝(吳耀漢飾)喪失妻子，要獨力撫養三個女兒小東、小南、小西以及幼子小北長大成人。一天, 程勝同年紀的好友突然死亡，他無牽無掛，唯一心願是想三個女兒能覓得如郎君,幸福快樂地生活下去，所以假扮患上絕症迫使三個女兒結婚。三位女仕各有不同性格，在找男朋友的過程中產生連串的笑話。其中程小東(林青霞飾) 遇上了俊俏可愛的男妓謝晒(梁家輝飾), 女方立即展開追求, 雖然謝晒其後因被中程小東拋棄而自甘墮落, 更在保齡球場任由客串的苑瓊丹羞辱, 被迫在眾人面前歌舞一曲《保齡女郎》(蕭芳芳主演粵語長片《飛賊紅玫瑰》的插曲),  惹人大笑 。

## 外部連結
- 香港影庫上《追男仔》的資料（繁體中文）
- 開眼電影網上《追男仔》的資料（繁體中文）
- 时光网上《追男仔》的資料（简体中文）
- 豆瓣电影上《追男仔》的資料 （简体中文）
- AllMovie上《追男仔》的资料（英文）
- 爛番茄上《追男仔》的資料（英文）
- 互联网电影数据库（IMDb）上《追男仔》的资料（英文）